# (18979) Henryfong
(18979) Henryfong (2000 RC2) – planetoida z pasa głównego asteroid okrążająca Słońce w ciągu 4,2 lat w średniej odległości 2,6 j.a. Odkryta 1 września 2000 roku.